# Duru-Verinag
Duru-Verinag è una città dell'India di 16.727 abitanti, situata nel distretto di Anantnag, nel territorio del Jammu e Kashmir. In base al numero di abitanti la città rientra nella classe IV (da 10.000 a 19.999 persone).

## Geografia fisica
La città è situata a 33° 34' 54 N e 75° 13' 52 E.

## Società

### Evoluzione demografica
Al censimento del 2001 la popolazione di Duru-Verinag assommava a 16.727 persone, delle quali 9.004 maschi e 7.723 femmine. I bambini di età inferiore o uguale ai sei anni assommavano a 1.885, dei quali 942 maschi e 943 femmine. Infine, coloro che erano in grado di saper almeno leggere e scrivere erano 8.201, dei quali 5.390 maschi e 2.811 femmine.